# Julie-Anne Staehli
Julie-Anne Staehli (* 21. Dezember 1993 in Goderich) ist eine kanadische Leichtathletin, die sich auf den Langstreckenlauf spezialisiert hat.

## Sportliche Laufbahn
Erste Erfahrungen bei internationalen Meisterschaften sammelte Julie-Anne Staehli im Jahr 2014, als sie bei den U23-NACAC-Meisterschaften in Kamloops in 10:04,99 min die Bronzemedaille über 3000 Meter Hindernis hinter der US-Amerikanerin Rachel Johnson und ihrer Landsfrau Maria Bernard. Bei den Crosslauf-Weltmeisterschaften 2017 in Kampala lief sie nach 36:58 min auf dem 58. Platz ein und 2021 siegte sie in 8:51,98 min im 3000-Meter-Lauf beim La Classique D'athlétisme De Montréal. Zuvor siegte sie in 15:02,34 min über 5000 Meter bei den USATF Golden Games und qualifizierte sich damit im 5000-Meter-Lauf für die Olympischen Sommerspiele in Tokio und schied dort mit 15:33,39 min im Vorlauf aus. Im Jahr darauf gelangte sie bei den Hallenweltmeisterschaften in Belgrad mit 8:58,73 min auf Rang 18 über 3000 Meter. Im August belegte sie dann bei den Commonwealth Games in Birmingham mit 15:39,23 min den 15. Platz über 5000 Meter. Bei den Crosslauf-Weltmeisterschaften 2023 in Bathurst wurde sie nach 37:03 min 40. im Einzelrennen. Im August schied sie bei den Weltmeisterschaften in Budapest mit 15:24,09 min im Vorlauf über 5000 Meter aus. Im Oktober gelangte sie bei den Straßenlauf-Weltmeisterschaften in Riga nach 15:55 min auf den 17. Platz über 5 km und im November gewann sie dann bei den Panamerikanischen Spielen in Santiago de Chile in 16:06,75 min die Bronzemedaille hinter der Venezolanerin Joselyn Brea und Taylor Werner aus den Vereinigten Staaten.
2021 wurde Stahli kanadische Meisterin im 1500-Meter-Lauf.

## Persönliche Bestzeiten
- 1500 Meter: 4:04,82 min, 18. Juli 2021 in Mission Viejo
  - 1500 Meter (Halle): 4:10,73 min, 11. Februar 2022 in Boston
  - 1 Meile (Halle): 4:28,10 min, 11. Februar 2022 in Boston
- 3000 Meter: 8:51,98 min, 29. Juni 2021 in Montreal
  - 3000 Meter (Halle): 8:43,55 min, 6. Februar 2022 New York City
  - 2 Meilen (Halle): 9:22,66 min, 13. Februar 2021 in New York City (kanadische Bestleistung)
- 5000 Meter: 14:57,50 min, 29. Mai 2021 in Portland